# Miel cristalizada

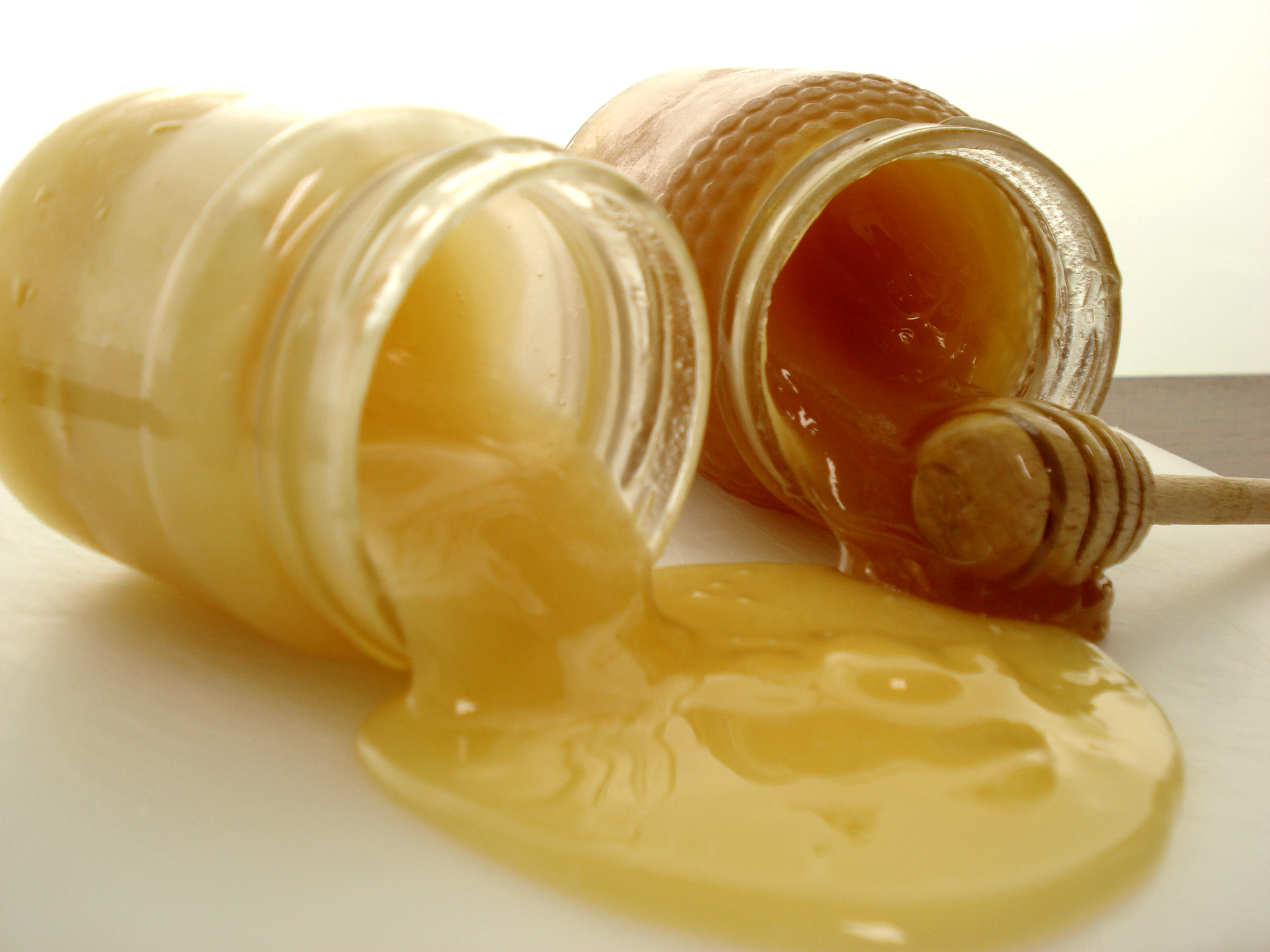
Miel cristalizada.

La cristalización de la miel es un proceso natural de este alimento ya que, al tratarse de una solución sobresaturada de azúcares, tiende a solidificarse a temperaturas inferiores a los 25 °C.
Al ser un proceso físico natural, la miel conserva todas sus propiedades químicas y cualidades culinarias sin deterioro de sus características nutritivas.
La miel, cuando está cristalizada, presenta mayor garantía de frescura y conservación ya que, una vez que adquiere este estado, para volver a fundir los cristales de azúcar y obtener de nuevo una miel líquida es preciso aplicarle calor, lo que va dañando gran parte de sus propiedades naturales más preciadas y acelera su envejecimiento.
Según su composición (su origen floral) las mieles tienen mayor o menor facilidad para cristalizar a temperatura ambiente.